# Църна трава (община)
Община Църна трава или Църна Трава (на сръбски: Општина Црна Трава) се намира в Южна Сърбия, Ябланишки окръг. Заема площ от 312 км2. Административен център е село Църна Трава.

## Население
Според преброяването от 2011 г. населението на община Църна Трава възлиза на 1663 души. Гъстотата е 5,33 души/км2.

### Етнически състав[3]
- сърби – 1641 жители
- българи – 5 жители
- горанци – 3 жители
- руснаци – 2 жители
- македонци – 1 жител
- словаци – 1 жител
- други – 1 жител
- неизяснени – 3 жители
- неизвестно – 5 жители

## Селищна мрежа
В границите на общината влизат 25 населени места.
| - Баинци - Банковци - Бистрица - Брод - Вус | - Горно Гаре - Градска - Дарковце - Добро поле - Златанце | - Йовановце - Кална - Криви дел - Кръстичево - Млачище | - Обрадовце - Острозуб - Павличина - Преслап - Райчетине | - Рупле - Састав река - Църна Трава - Чука - Ябуковик |